# Glosas Silenses

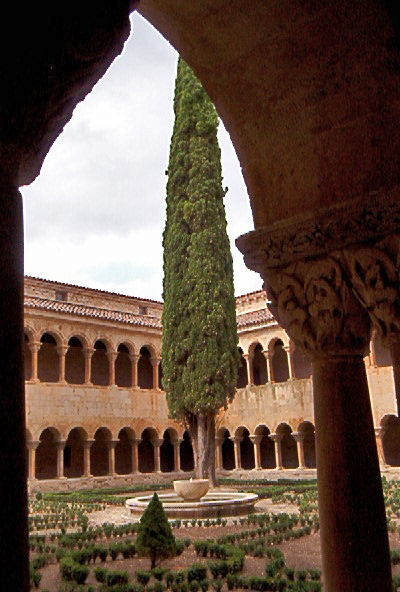
L'abbaye Saint-Dominique de Silos.

Les Glosas Silenses (littéralement Gloses de Silos) sont des commentaires en langue romane de la péninsule Ibérique écrits par des copistes médiévaux dans les marges d'un texte en latin à la fin du XIe siècle. Comme pour les Glosas Emilianenses ou les Cartularios de Valpuesta (en), leur but était s'éclaircir certains passages obscurs du texte original. Elles ont été découvertes dans les archives de l'abbaye Saint-Dominique de Silos, dans la province espagnole de Burgos (Castille-et-León).
Cependant, ces gloses pourraient être des copies d'une version plus ancienne, datant probablement de l'époque des Glosas Emilianenses (fin du Xe ou début du XIe siècle) et provenant peut-être du même endroit. Actuellement, elles sont conservées à la British Library.

## Le texte des gloses
On a décompté 368 gloses. En voici quelques-unes : les termes latins sont en majuscules et les commentaires en langue romane en italique, avec le numéro de la glose entre parenthèses :
« RELIQUENS: elaiscaret (3); DEUORANDUM [por manducaret] (4); IGNI COMBURATUR: kematu siegat (9); LIMPHA: aqua (12); IGNORANS: qui non sapiendo (17); CASTE: mundamientre (20); INFIRMIS IMBALIDIS: debiles, aflitos (26); PROELIO: punga (48); QUI PREBENT: ministrent, sierben (49); STRAGES: occisiones, matatas (52); INERFICERE: matare (58); DEDUCANTUR: lieben adduitos (63); CETERIS: conos altros (65); ESSE: sedere (72); ADULTERIA: fornicio (82); ABSENTE: luenge stando (83); INSISTANT: ke siegan (91); AUGURIA: agueros (111); EXERCENT: qui facen (116); NON LICEAT: non conbienet (118); OMNIA EXERCERE: manda pro fere totas cosas (121); PER SEMED IPSUM: per sibi eleiso (129); OSCULUM: salutatione (135); ABDUCTA: lebata (159); PUDORIS: de la vergonia (171); CONIUGES: mulieres (176); PRIUS: anzes (183); LEGITIMAN: streita (201); USQUE AD FINEN: ata que mueran (201); HABEAT: aya (218); HABEANTUS: siegan (227); NEC AUDEAT: non siegat osatu (244); SALTARE: sotare (251); IN SALTATIONE: ena sota (251); ET MOSTRUOSE: qui tingen lures faces (261); TEMPESTATES: bientos malos (276); CONBENTU: conceillo (283); COITU: semen (321); CADABERA: elos cuerpos (327); FEMUS: stiercore (332); EDERIT: manducaret (338). »
Plusieurs des expressions romanes des gloses se comprennent parfaitement en espagnol.

## Source
- (es) Cet article est partiellement ou en totalité issu de l’article de Wikipédia en espagnol intitulé « Glosas Silenses » (voir la liste des auteurs).